# Neomochtherus olivierii
Neomochtherus olivierii là một loài ruồi trong họ Asilidae. Neomochtherus olivierii được Macquart miêu tả năm 1838. Loài này phân bố ở vùng Cổ Bắc giới.